# L'Enlèvement de l'épouvanteur
L'Enlèvement de l'épouvanteur (titre original : Brother Wulf) est le premier tome de la série Frère Wulf signée Joseph Delaney et qui prend la suite de la série The Starblade Chronicles. Il est paru en 2020.